# میران کابه
میران کابه (ژاپنی: 加部 未蘭؛ زادهٔ ۱۷ ژوئن ۱۹۹۲) بازیکن فوتبال اهل ژاپن است.